# Дункербек, Бьорн
Бьорн Дункербек Björn Dunkerbeck (родился 16 июля 1969) — профессиональный виндсёрфер, выигравший титул чемпиона мира по версии PWA рекордные 12 лет подряд.
Всего Бьорн был чемпионом мира 41 раз в разных дисциплинах.

Бьорн Дункербек в Нидерландах во время мирового турне 2005 года

Бьорн — сын голландца и датчанки, однако выходил на воду с номером на парусе E-11, потому что большую часть жизни прожил на Канарских островах. Его спортивная карьера началась в конце 80-х годов, и уже в 1990 он вышел на профессиональный уровень. В основном победы Бьорна были в виндсёрфинг-гонках, но так же он чемпион в дисциплине вейв. В настоящий момент он выступает под номером на парусе SUI-11, так как переехал в Швейцарию.

## Награды PWA
- Чемпион Мира по сумме очков (1988—1999)
- Чемпион Мира в гонках (1988—1999) и 2011
- Чемпион Мира по вейву (1990, 1992, 1993, 1994, 1995, 1999, 2001)
- Чемпион Мира по фристайлу (1998)
- Чемпион Мира по заездам на скорость (1994)